# Forno Canavese
Forno Canavese is een gemeente in de Italiaanse provincie Turijn (regio Piëmont) en telt 3743 inwoners (31-12-2004). De oppervlakte bedraagt 16,7 km², de bevolkingsdichtheid is 224 inwoners per km².

## Demografie
Forno Canavese telt ongeveer 1554 huishoudens. Het aantal inwoners daalde in de periode 1991-2001 met 8,0% volgens cijfers uit de tienjaarlijkse volkstellingen van ISTAT.
| Jaar | Inwoneraantal |
| ---- | ------------- |
| 1991 | 4039          |
| 2001 | 3716          |

## Geografie
Forno Canavese grenst aan de volgende gemeenten: Sparone, Pratiglione, Corio, Rivara, Rocca Canavese, Levone.
1. ↑  https://demo.istat.it/?l=it.